# Luna Buschinelli
Luna Buschinelli (São Paulo, 2 de julho de 1997) é uma artista e muralista brasileira. Embora não tenha outros artistas na família, Luna cresceu com um contato muito próximo com a psicanálise e literatura, áreas incentivadas pelos avós maternos, o que a ajudaria a desenvolver um forte potencial análitico e criativo.
Com um início bem precoce no mundo das artes, Buschinelli, embora alegue usar as ferramentas de desenho e pintura desde cedo, começou a trabalhar e se desenvolver profissionamente no mundo das artes através do graffiti, aos quatorze anos, em 2008.
A obra de Luna Buschinelli está engajada com a complexidade da mente e do inconsciente e, através de imagens simbólicas e sensíveis, tem como objetivo acessar as partes mais profundas do sentir de seus espectadores. Suas práticas e técnicas, em suportes de diferentes tamanhos, desde a tela até os murais, cruzam as suas vivências com suas referências e, assim, a artista tece narrativas. Por meio de sua poética, traduz temas que expressam a profundidade das emoções humanas e que encontram lugar na psicanálise e filosofia.

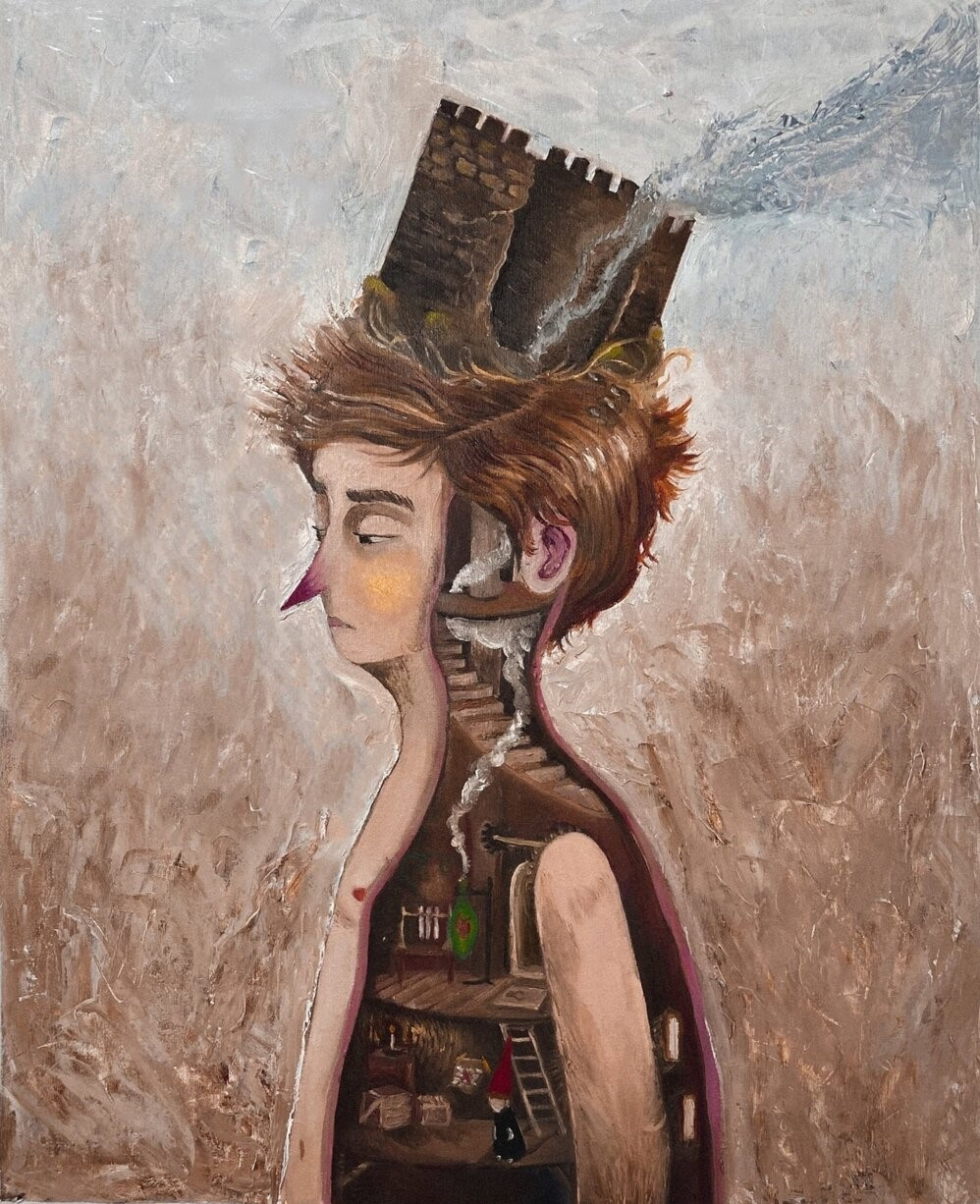
The Tower I - Óleo sobre tela, 2020

## Vida e obra
Criada na metrópole paulistana, de mãe paulista e pai baiano, Buschinelli diz ter começado a pintar nas ruas aos quinze anos, porém usa a Arte como forma de expressão desde a menoridade.
Teve sua primeira exposição individual, Vagalumes, em 2014 na Verve Galeria, apresentada pelos grafiteiros brasileiros Os Gêmeos, também, em sua cidade natal, São Paulo.

Ganhou notoriedade com sua série de ilustrações, Sentimentos, e com seu projeto, Contos, 
 ambos em 2017.

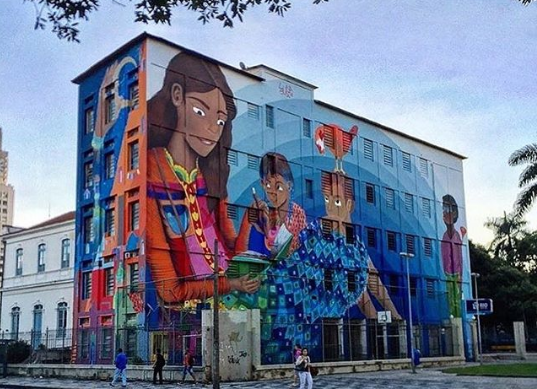
Contos, Rio de Janeiro

Sentimentos é uma série de ilustrações inspirada na filosofia e psicanálise e que, segundo a artista, tem o intuito de fazer uma ponte entre pessoas e seus próprios sentimentos, atualmente tão distantes.
A proposta da série acabou se tornando um ponto central da poética artística de Luna: a complexidade da mente, do inconsciente e do mundo perante nós.
Contos é um mural de 2.500 m² no Rio de Janeiro que cobre todas as faces de uma escola, na Avenida Presidente Vargas.
A obra faz parte do projeto Rio Big Walls, da Secretaria Municipal de Cultura do Rio de Janeiro, que tem o objetivo de valorizar áreas com a ajuda da arte urbana. Devido a sua dimensão o painel ganhou o título popular de: O Maior Mural Feminino do Mundo.
Em 2019 e 2020, Buschinelli apresentou ao público dois novos grandes murais na cidade de São Paulo. O primeiro, com ponto de visão do vão do MASP, Museu de Arte de São Paulo, e o segundo, próximo a Casa das Rosas, Avenida Paulista. Crisálida, 2019, possui cerca de  2.000 m² e com o apoio e direção de Camila Achutti  o mural se tornou um marco na trajetória da artista por conter um software de inteligência artificial. No ano seguinte, o mural Meu Herói, Esperança, idealizado e realizado em 2020 em parceria com a Secretaria de Cultura de São Paulo, é uma homenagem a todos os profissionais da saúde que atuaram por milhares de vidas durante a epidemia da covid-19 em todo o mundo.
Luna Buschinelli possui trabalhos, murais e obras no Brasil e no exterior, em cidades como Lisboa, Portugal e Roma, Itália.